# Teatro Mercadante
El Teatro Mercadante (abans anomenat Teatro del Fondo) és un històric teatre de Nàpols (Itàlia).
Construït entre 1777 i 1778 segons el projecte del coronel d'enginyers, Francesco Sicuro. L'obra es va finançar amb els béns confiscats als jesuïtes després de la seva expulsió de Nàpols, per la qual cosa es va dir "Fondo di separazione dei lucri" (d'aquí el seu nom primer, "Teatre Real Fondo di Separazione"). Es va inaugurar el 31 de juliol de 1779 amb la representació de L'infedele fedele, del llibretista Giovanni Battista Lorenzi i música de Domenico Cimarosa.
Després del breu període de la República Napolitana (1799), quan el teatre va ser reanomenat "Teatro Patria", el teatre va ser confiat el 1809 a l'empresari Domenico Barbaia. Sota la seva direcció el teatre va ser seu dels més grans músics de l'època com Rossini i Donizetti, així com una sèrie d'òperes franceses sota el patrocini i la influència del rei de Nàpols Josep Bonaparte (1806 - 1808).
Després d'un perllongat treball de restauració, amb algunes de les obres que van canviar per complet algunes parts (en 1893 la façana va haver de ser reconstruïda per Peter Pulli), al desembre de 1870 el teatre va ser batejat amb el seu nom actual, "Mercadante", en honor del músic Saverio Mercadante, napolità d'adopció. Després de gairebé un segle, marcat sobretot per l'èxit d'Eduardo Scarpetta, el teatre, ja molt danyat pels bombardejos durant la Segona Guerra Mundial, finalment va tancar en 1963 per no ser apte per al seu ús.
Des de mitjan anys vuitanta es va usar ocasionalment com a sala d'exposicions i sala de representacions teatrals o de dansa. A partir de 1995, el Teatre Mercadante va reprendre les seves activitats amb una programació teatral regular.